# جمال‌آباد (کفترک)
جمال‌آباد روستایی در دهستان کفترک بخش مرکزی شهرستان شیراز استان فارس ایران است.

## جمعیت
بر پایه سرشماری عمومی نفوس و مسکن در سال ۱۳۹۵ جمعیت این روستا ۵۲ نفر (۱۶ خانوار) بوده‌است.